# اشتراكية سلطوية
الاشتراكية السلطوية، أو الاشتراكية العليا، هي نظام اقتصادي وسياسي يدعم أحد أشكال الاقتصاد الاشتراكي في حين يرفض الليبرالية السياسية. يشير مصطلح الاشتراكية السلطوية إلى مجموعة من الأنظمة الاقتصادية السياسية التي تصف نفسها بأنها اشتراكية وترفض المفاهيم الديمقراطية الليبرالية لسياسات تعدد الأحزاب، وحرية التجمع، والأمر بالمثول أمام القضاء، وحرية التعبير، سواء كان ذلك بسبب الخوف من الثورة المضادة أو لاعتبارها غاية في حد ذاتها. وصف الصحفيون والعلماء عدة دول -أبرزها الاتحاد السوفيتي والصين وحلفائهما- بأنها دول اشتراكية سلطوية.
تشتمل الاشتراكية السلطوية المناقضة لمعاداة السلطوية ومعاداة الدولانية والجناح الليبرتاري لبعض الحركات الاشتراكية على بعض أشكال الاشتراكية الأفريقية والعربية والأمريكية اللاتينية. يشير نقاد الجناح اليميني إلى الاشتراكية السلطوية باعتبارها «اشتراكية شاملة» ويخلطون بينهما، في حين يجادل نقاد الجناح اليساري بأنها إحدى أشكال رأسمالية الدولة، على الرغم من أنها في الحقيقة أحد أشكال السلطوية أو اللا ليبرالية لاشتراكية الدولة. اعتُبرت الدول السابقة دولًا ماركسية لينينية أيديولوجيًا، وأعلنت نفسها دول عمال وفلاحين (دولًا اشتراكيةً) أو دولًا ديمقراطيةً شعبيةً (ماركسية لينينية).
يميل الباحثون الأكاديميون والمعلقون السياسيون والباحثون الآخرون إلى التفريق بين الاشتراكية السلطوية والدول الاشتراكية الديمقراطية، فتمثّل الأولى دول الكتلة السوفيتية، في حين تمثّل الثانية دول الكتلة الغربية التي تحكمها، ديمقراطيًا، أحزابٌ اشتراكية مثل بريطانيا وفرنسا والسويد، والديمقراطيات الاشتراكية الغربية عمومًا، بالإضافة إلى دول أخرى.
تعود أصول الاشتراكية السلطوية إلى الاشتراكية الخيالية التي دافع عنها إدوارد بيلامي، والتي عرّفها هال درابر بالاشتراكية العليا، لكنها مرتبطة على نحو كبير بنموذج التخطيط الاقتصادي السوفيتي، وتجري مقارنتها مع الرأسمالية السلطوية. تعرّضت الاشتراكية السلطوية للانتقادات النظرية والعملية من اليساريين واليمينيين.

## الاشتراكية العليا
استُنبطت الاشتراكية السلطوية من مفهوم الاشتراكية العليا. عرّف هال درابر الاشتراكية العليا بأنها الفلسفة التي توظّف إشراف النخبة على إدارة شؤون الدولة الاشتراكية. في المقابل، تُعد الاشتراكية الديمقراطية السفلى نقيض الاشتراكية العليا. لاقت فكرة الاشتراكية العليا نقاشًا أكبر وأكثر تكرارًا في دوائر النخبة موازنة بالاشتراكية السفلى -مع أن الأخيرة إحدى مفاهيم الماركسية- لأنها قابلة للتطبيق العملي على نحوٍ أكبر. عدّ درابر الاشتراكيةَ السفلى النسخة الاشتراكية الأنقى والأكثر ماركسيةً. فوفقًا لدرابر، أبدى كارل ماركس وفريدريك إنجلز معارضة شديدةً تجاه أي مؤسسة اشتراكية «تفضي إلى الحكم السلطوي الوهمي». يدّعي درابر أن هذا الانقسام يردد صدى الانقسام بين ثنائيات «المُصلح والثوري، والسِلمي والعنيف، والديمقراطي والسلطوي وغيرها» ويكسب النخبوية تعريفًا إضافيًا، قائلًا أنها إحدى ضروب الاشتراكية العليا الست الرئيسة، والتي تشتمل على «الاشتراكية الخيرية والنخبوية والشيوعية والشاملة والتغلغليّة والاشتراكية الخارجية».
يدّعي آرثر ليبوف أن ماركس وإنجلز كانا «مؤسسي الاشتراكية الديمقراطية الثورية الحديثة»، وهي إحدى أشكال «الاشتراكية السفلى التي ترتكز على حركة الطبقة العاملة الجماهيرية، والقتال من الأسفل لتوسيع نطاق الديمقراطية وحقوق الإنسان». يتناقض هذا النمط من الاشتراكية مع نمط «العقيدة الاشتراكية السلطوية غير الديمقراطية، والكثير من الأيديولوجيات الجماعية الشمولية المتنوعة التي تدعي أنها تمثّل الاشتراكية، بالإضافة إلى عدّة أشكال أخرى متنوعة من الاشتراكية العليا التي أنتجت في القرن العشرين حركات وقادت دولًا تحكم فيها الطبقة الجديدة الدكتاتورية اقتصاد الدولة باسم الاشتراكية»، وهذا الانقسام «موجود في تاريخ الحركات الاشتراكية منذ ظهورها». يذكر ليبوف النموذجين البيلامي والستاليني بصفتهما أبرز تيارين اشتراكيّين سلطويين في تاريخ الحركة الاشتراكية.
تعود الخلافات والنزاعات بين السلطويين والتحرريين داخل الحركة الاشتراكية إلى الأممية الأولى أو جمعية الشغيلة العالمية، وطرد اللاسلطويين منها في عام 1872، فتزعّم هؤلاء الأممية المناهضة للسلطوية، وأسسوا لاحقًا جمعيتهم التحررية، وهي جمعية سانت إيميه اللاسلطوية. كان اللاسلطوي الفردي بنجامين تاكر اشتراكيًا لاسلطويًا واشتراكيًا تحرريًا مناوئًا لاشتراكية الدولة السلطوية والشيوعية القسرية المفروضة، وأدرج في أطروحته عن «اشتراكية الدولة والأناركية» عام 1888 نص «الرسالة الاشتراكية» لإرنست لوسين. يوجد نوعان من الاشتراكية وفق تفسير لوسين: «الأولى دكتاتورية، والثانية تحررية». صنّف تاكر الاشتراكية إلى نوعين، اشتراكية الدولة الدكتاتورية التي ربطها بالمدرسة الماركسية، والاشتراكية الأناركية التحررية، أو الأناركية ببساطة، وهي النوع الذي دافع عنه. ذكر تاكر أن «اشتراكية الدولة تغلّبت على الأشكال الأخرى من الاشتراكية، لكن ذلك لا يمنحها الحق في احتكار الفكرة الاشتراكية». يرى تاكر أن المدرستين تشاركتا بعض الأفكار، مثل نظريات قيمة العمل والنهايات، والتي تلجأ الأناركية فيها إلى أساليب وأدوات مختلفة.
تحوّلت الجمعية الثانية، وفق جورج وودكوك، إلى «ساحة معركة يدور فيها النقاش حول مسألة التحررية مقابل الاشتراكية السلطوية. لم يكتف أنصار الأخيرة بالادعاء أنهم أبطال حقوق الأقليات، بل حرضوا الماركسيين الألمان على إظهار تعصّب دكتاتوري فاقد للتسامح، وكان الأخير أحد العوامل التي أعاقت حركة العمال البريطانية من اللحاق بالاتجاه الماركسي الذي حدّده قادة مثل إتش. إم. هايندمان». يقول أناركيون، مثل مؤلفي قائمة أسئلة الأناركي الأكثر تكرارًا، أن أشكال الاشتراكية العليا مثل الاشتراكية اللاسلطوية أو اشتراكية الدولة على النقيض تمامًا من الاشتراكية التحررية السفلى، والتي تمثّل الاشتراكية الحقيقية. تشير الاشتراكية، لدى الأناركيين والاشتراكيين المناهضين للحكم السلطوي، إلى «مجتمع لا سلطويٍ وخالٍ من الطبقات (أي مجتمع تحرري مثلًا) يدير أفراده أمورَهم بأنفسهم، إما بصورة فردية أو عبر مجموعات (حسب الوضع). بمعنى آخر، تفرض الاشتراكية نوعًا من الإدارة الذاتية في مختلف جوانب الحياة»، ومن بينها الإدارة الذاتية في مكان العمل. يصف المؤرخ هربرت إل. أوسغود الأناركية بـ«النقيض التام» للشيوعية السلطوية واشتراكية الدولة.
يعترف الاشتراكيون عمومًا والكُتاب الاشتراكيون، من بينهم دميتري فولكوغونوف، أن أفعال القادة الاشتراكيين السلطويين ألحقت الضرر بـ«التعاطف الهائل الذي اكتسبته الاشتراكية نتيجة ثورة أكتوبر». يدرج بعض مؤلفي الجناح اليميني العديد من أشكال الاشتراكية تحت مظلّة الاشتراكية السلطوية، مثل الاشتراكية المحافظة والفاشية والاشتراكية البروسية وأشكالٍ أخرى من المحافظة الأبوية واليمينية، لكن الباحثين يصفون طبيعتها بالرأسمالية والمحافظة حتمًا وبلا ريب، بدلًا من كونها اشتراكية.

## الاشتراكية الخيالية
يوصف اقتصاد الإمبراطورية الماورية، في القرن الثالث قبل الميلاد في الهند، بالاقتصاد «الملكي الاجتماعي»، ويُعرف بكونه «شكلًا من أشكال اشتراكية الدولة»، وعُرف وجود عناصرٍ من الاشتراكية السلطوية في سياسات المفكرين الإغريق القدامى مثل أرسطو وأفلاطون. فضّل مناصرو الاشتراكية الحديثة الأوائل الارتقاء الاجتماعي بهدف خلق مجتمع حكم الجدارة أو نظام التكنوقراطية حيث يرتكز كلّ منهما على الموهبة الفردية للأشخاص. يُعد هنري دو سان سيمون أول شخص صاغ مصطلح الاشتراكية. افتُتن سان سيمون بالإمكانات الهائلة للعلوم والتقنية، ودافع عن بناء مجتمع اشتراكي يقضي على الجوانب الفوضوية من الرأسمالية، ويرتكز على مبدأ الفرص المتساوية. دافع سان سيمون عن خلق مجتمع يُصنّف فيه كل فردٍ وفق قدراته ويُكافَأ وفق عمله. تركّز اشتراكية سان سيمون على الكفاءة الإدارية والصناعية، والإيمان بالعلم باعتباره مفتاح التقدّم. صاحبت هذه الأفكار رغبةٌ في اعتماد الاقتصاد المنظم عقلانيًا يرتكز على التخطيط والإعداد للتقدّم العلمي والمادي واسعَي النطاق.
كانت رواية النظر إلى الوراء لإدوارد بيلامي أول عمل خيالي كبير يطرح فكرة الدولة الاشتراكية السلطوية عبر تجسيد الاشتراكية الخيالية البيروقراطية. نأى بيلامي بنفسه عن القيم الاشتراكية الراديكالية، وكان مجتمعه المثالي يحمل الكثير من الصفات التي تتميّز بها أنظمة الولايات المتحدة في القرن التاسع عشر. مع ذلك، كان كتابه بمثابة الإلهام الذي دفع الحركة السياسية الجماهيرية المعروفة بالقومية داخل الولايات المتحدة في أواخر العقد الأول من القرن التاسع عشر. حصلت النوادي القومية على اسمها بناءً على رغبتها في تأميم الصناعة، وكانت من أشد داعمي الشعبويين الذي أرادوا تأميم أنظمة السكك الحديدية والتلغراف. حاولت الحركة القومية نشر البروباغندا والانخراط في السياسة، لكنها بدأت مرحلة الانحدار في عام 1893 بسبب الصعوبات المالية التي واجهت دور النشر الرئيسة وتدهور صحة بيلامي، فاختفت جوهريًا بحلول نهاية القرن. أُقصيت الطبقات الاجتماعية في المجتمع الذي صوّرته الرواية، وأصبح العمل البسيط والسهل نسبيًا عملًا تطوعيًا، يؤديه كافة المواطنين بين سنّ 21 و45. مُنح العمال مكافآت واعترافٍ بمجهودهم وفق نظام الترتيب والتصنيف القائم على نظام الترقية في الجيش. كانت الحكومة ذات صلاحيات وسلطات كبرى، لكنها احترمت المؤسسات التي كانت ضرورية لتوفير هذا المجتمع الفاضل والحفاظ عليه. يرى آرثر ليبوف أن الحكم البيروقراطي في هذا المجتمع المثالي يجسّد منظمة شبه عسكرية تمتلك علاقات اقتصادية واجتماعية، أي أن بيلامي رفع مرتبة الجيش الحديث ليصبح وسيطًا للمصالح الوطنية.

## خصائصها

### النظرية والمبدأ
تُعتبر الاشتراكية السلطوية نظامًا سياسيًا اقتصاديًا، ويمكن وصفه بشكل عام بأنه نظام اشتراكي، ولكنه بنفس الوقت نظام يرفض المفاهيم الديمقراطية الليبرالية لسياسات تعدد الأحزاب، وحرية التجمع، والأمر بالمثول أمام القضاء، وحرية التعبير. وتشتمل الخصائص الأخرى المشتركة بين الدول الاشتراكية السلطوية الحديثة (بدءًا من القرن العشرين) على كل من التركيز على الصناعة الثقيلة من أجل تنمية الاقتصاد، ونظام الحزب الواحد لدفع أهداف الدولة إلى الأمام، بالإضافة إلى الاستخدام المكثف للبروباغندا لنفس الهدفين السابقين وربما أكثر. رد المدافعون عن السوفييت والاشتراكيون على هذه الانتقادات بتسليطهم الضوء على الاختلافات الأيديولوجية في مفهوم الحرية. على سبيل المثال، لوحظ أن «المعايير الماركسية اللينينية تقلل من شأن فردانية مبدأ عدم التدخل الاقتصادي (مثلًا عندما يُحدد السكن بقدرة الفرد على الدفع)، كما [أدانوا] الاختلافات الواسعة في الثروة الشخصية في حين لم يفعل الغرب ذلك. أكدت المثل السوفيتية بدلاً من ذلك على المساواة والتعليم المجاني والرعاية الطبية، والحد من التفاوت في السكن أو الأجور، وما إلى ذلك».  رد هاينز كيسلر وزير الدفاع الوطني السابق لألمانيا الشرقية عندما طُلب منه التعليق على الادعاء بأن المواطنين السابقين في الدول الاشتراكية يتمتعون الآن بحريات متزايدة، قائلًا: «يوجد اليوم الملايين من الناس المحرومين من العمل في أوروبا الشرقية، دون شوارع آمنة، ودون رعاية صحية، ودون ضمان اجتماعي».

### إنشاء الصناعة
تسير عملية فرض القوى السلطوية للاقتصاد الاشتراكي في الغالب جنبًا إلى جنب مع تعزيز نمو الصناعة الثقيلة باعتبارها وسيلةً للوصول إلى التحول الصناعي (الأمر الذي يمكن ملاحظته خلال فترة سيطرة جوزيف ستالين على الاتحاد السوفيتي). جلبت أهداف ستالين تحولًا صناعيًا سريعًا للاقتصاد السوفييتي ما أدى إلى زيادة عدد سكان المناطق الحضرية 30 مليون شخص بحلول عام 1930، وازداد إنتاج السيارات إلى 200 ألف سيارة سنويًا بحلول عام 1940. كانت دولتا ألمانيا وإيطاليا الفتيتين من المشاركين العالميين الصاعدين في أوائل القرن العشرين من خارج الاتحاد السوفيتي. قُدم عدد قليل من مشاريع العمل المخطط لها مركزياً في ظل حكم النازي الألماني أدولف هتلر والفاشي الإيطالي بينيتو موسوليني الذي خلق العبادة الشخصية، على الرغم من أن العديد من السياسات التي وضعاها كانت متناقضة وغير مفهومة جيدًا. يُعتبر الرايخ أوتوبان في ألمانيا النازية مثالًا على ذلك. زاد بناء الأوتوبان والصناعات المتعلقة بإنشاء الطرق السريعة من نسبة الألمان العاملين طوال فترة البناء. يُعتبر مشروعي باتل فور غراين أو باتل فور لاند في إيطاليا الفاشية مثالين على مشاريع العمل العامة التي دعمها الاشتراكيون بصورة تقليدية. ومع ذلك، فضلت دول المحور -من بين الأنظمة الفاشية الأخرى- سياسات اقتصاد السوق النقابوية بدلاً من الاشتراكية، وكانت جميعها معادية للشيوعيين والماركسيين والاشتراكيين بشكل متطرف. وُصفت هذه السياسات بأنها رأسمالية سلطوية وشمولية. يُعتبر اختيار موسوليني لربط الشركات الخاصة مع الدولة لتنظيم السياسات الاقتصادية مثالًا على ما سبق. يُعتبر الاكتفاء الذاتي من الصفات المُشتركة الأخرى، ولكن سُعي وراءه لأسباب مختلفة إلى حد كبير. سعت الدول الاشتراكية السلطوية إلى الاكتفاء الذاتي بهدف الوصول إلى اقتصاد ما بعد الندرة من أجل ضمان مجتمع شيوعي، في حين سعت الأنظمة الفاشية إلى تحقيق أهداف قومية وإمبريالية، من خلال وجود حركات فاشية ويمينية متطرفة ادعت كفاحها من أجل الاكتفاء الذاتي على المنابر الحزبية أو من خلال البروباغندا، لكنها سحقت الحركات الرامية للوصول إليه على أرض الواقع، وأنشأت روابطًا رأسمالية واسعة النطاق بهدف الاستعداد للحرب التوسعية والإبادة الجماعية، في الوقت الذي تحالفت فيه مع نخبة أصحاب التجارة والأعمال التجارية التقليدية. اختلفت الدول الاشتراكية السلطوية مع الأنظمة الفاشية أيضًا فيما يتعلق بتحول تركيز الأنظمة الفاشية على صراع الطبقات الاجتماعية إلى التركيز على الصراع بين الأمم (الدول القومية) والأعراق.
لا تُصنف العديد من دول ما بعد الاتحاد السوفيتي والدول الاشتراكية السلطوية الأخرى على أنها دول صناعية (متقدمة)، بغض النظر عن روسيا وعدد من أعضاء الكتلة الشرقية السابقين. يوضح أحد التحليلات المجتمعية الماركسية (المادية التاريخية) أن عملية التحول الصناعي في القرن التاسع عشر وضعت العواصم الحالية في مواقع السلطة الحالية.